# Ramón Carrizalez
Ramón Alonso Carrizalez Rengifo (Zaraza, estado Guárico; 8 de noviembre de 1952) es un militar y político venezolano que ha ocupado diversos cargos en la administración de Hugo Chávez.

## Carrera militar
Es un coronel retirado del ejército, egresado de la Academia Militar de Venezuela el 5 de julio de 1974 en la promoción General de División (Ej.) José Ignacio Pulido con el título de Licenciado en Ciencias y Artes Militares. Solicitó su baja (por voluntad propia), en 1994.[cita requerida]

## Carrera política
Desde 2000 ha ocupado cargos designados por el gobierno, como la presidencia ejecutiva de la Fundación Fondo Nacional de Transporte Urbano (Fontur), la cual asumió en ese mismo año cuando sustituyó a Jorge Garrido.[cita requerida]

### Ministro de Infraestructura
Posteriormente, en marzo de 2004, Carrizalez Rengifo fue nombrado ministro de Infraestructura, luego de que el entonces gobernador del estado Miranda, Diosdado Cabello abandonara el cargo con miras a las elecciones regionales de ese mismo año. Desde esta jefatura impulsó la llamada "Misión Vivienda", la construcción de las líneas 3 y 4 del Metro de Caracas y de los metros de Los Teques, Valencia y Maracaibo, además del tramo Caracas - Cua del Sistema Ferroviario Nacional.[cita requerida]

### Ministro de Vivienda y Hábitat
A principios de 2007 Carrizalez comenzó a ocupar la cartera de Vivienda y Hábitat. [cita requerida]

### Vicepresidente
Carrizalez fue vicepresidente de Venezuela entre 3 de enero de 2008 al 27 de enero del 2010.

#### Ministro de Vivienda y Hábitat
El 11 de junio de 2008 Carrizalez fue designado nuevamente ministro de vivienda. El 25 de enero de 2010 dimite de todos sus cargos ministeriales argumentando motivos personales y ratificando su apoyo al gobierno, su esposa Yubirí Ortega hasta entonces Ministra del ambiente renuncia el mismo día por motivos de salud.

#### Ministro de Defensa
Carrizalez fue el ministro del Poder Popular para la Defensa desde el 4 de marzo de 2009 hasta el 27 de enero de 2010.[cita requerida]

### Gobernador de Apure
En febrero de 2011 Carrizalez es designado gobernador encargado del estado Apure, por parte del Consejo Legislativo ya que fungía como Secretario de Gobierno y además por la declaratoria de la falta absoluta del gobernador titular Jesús Aguilarte, quien renunció a su cargo alegando problemas de salud, para luego ser electo en 2012 y reelecto en 2017.
El 16 de diciembre de 2012, obtiene la victoria en las elecciones regionales, convirtiéndose en el Gobernador electo del Estado Apure para el período 2013 - 2017. Fue reelecto para un nuevo periodo de gobierno.
En 2021, fue candidato en las elecciones primarias del Partido Socialista Unido de Venezuela, para elegir a los candidatos a alcaldes y gobernadores, en las que no resultó electo.

## Vida personal
Carrizalez está casado con Yubirí Ortega (también ministra durante el gobierno de Chávez), con quien tiene 3 hijos.[cita requerida]

## Sanciones
El 25 de febrero de 2019, la Oficina de Control de Activos Extranjeros (OFAC) del Departamento del Tesoro de los Estados Unidos impuso sanciones contra Carrizales y los gobernadores de otros 3 estados venezolanos por presunta participación en actos de corrupción y bloqueo de la entrega de ayuda humanitaria.
Carrizales fue sancionado por el gobierno canadiense el 15 de abril de 2019 bajo la Ley de Medidas Económicas Especiales. El comunicado del gobierno dijo que "las sanciones afectaron a altos funcionarios del régimen de Maduro, gobernadores regionales y personas directamente implicadas en actividades que socavan las instituciones democráticas". La ministra de Relaciones Exteriores, Chrystia Freeland, declaró: "La dictadura de Maduro debe rendir cuentas por esta crisis y privar a los venezolanos de sus derechos y necesidades más básicos. Canadá se compromete a apoyar la restauración pacífica de la democracia constitucional en Venezuela".